# Amelora macarta
Amelora macarta är en fjärilsart som beskrevs av Turner 1919. Amelora macarta ingår i släktet Amelora och familjen mätare. Inga underarter finns listade i Catalogue of Life.

## Bildgalleri

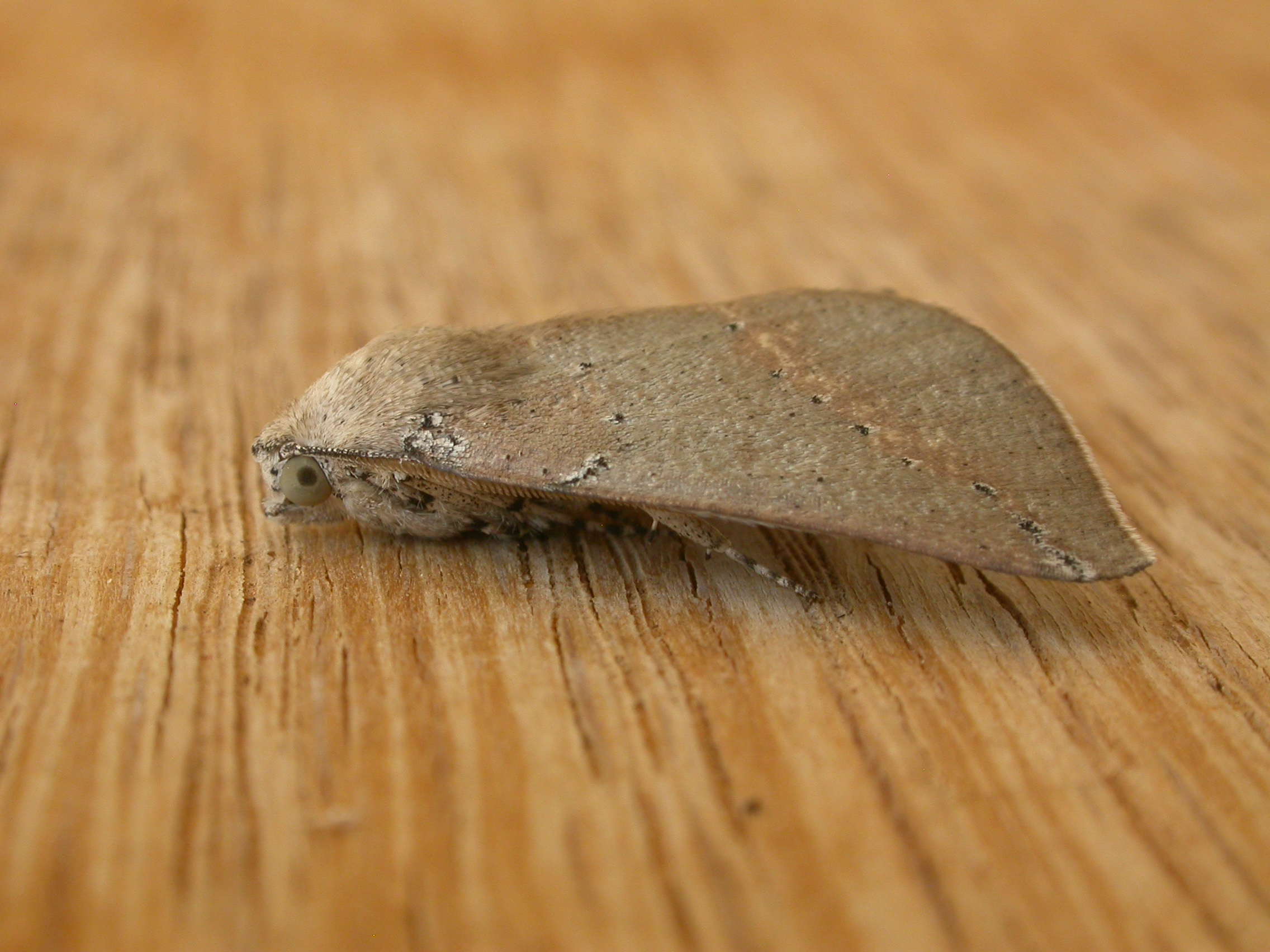